# Пасхальный источник
Пасхальный источник (нем. Osterbrunnen) — немецкая пасхальная традиция украшать колодцы или фонтаны пасхальными яйцами. Традиция возникла в начале XX века во Франконской Швейцарии и распространилось на другие регионы. Украшение создается к Страстной пятнице и убирается через две недели после Пасхи.

## История
Украшение источника к Пасхе, как празднику обновления жизни, выражает почитание воды, которая так необходима для жизни. Кроме яиц (часто искусственных, для защиты от вандализма) для украшения используют бумажные ленты под названием «Пенсала» и гирлянды из веток хвойных деревьев, которые обвивают вокруг надземной части колодца или формируют над ними венки. В некоторых регионах также используют цветы.
Франконская Швейцария, названная так за выходы горной породы, лежит в области Верхней Франконии в северной Баварии. Традиция пасхального источника появилась там в начале XX века. В Ауфзесе эта традиция впервые появилась около 1909; в деревне Энгельхардсберг — с 1913 года. После Второй мировой войны колодцы потеряли свое значение, из-за чего уменьшилось количество украшений. Однако с 1952 года доктор Кунстманн и его жена, происходящая из Нюрнберга, начали возрождение традиции во Франконской Швейцарии. В 1980-х годах традиция распространилась на другие регионы Верхней Франконии. Украшенные источники стали туристической достопримечательностью; колодцы в Хайлигенштадте и Бибербахе посещают во время автобусных туров из Мюнхена и Дрездена. Хайлигенштадт посещают около 80 автобусов в день. Фонтан в Бибербахе был занесен в 2001 году в Книгу рекордов Гиннеса за 11 108 раскрашенных вручную яиц.
Традиция пасхального источника распространилась за пределы Франконии в Гессен, Штайгервальд, в долину Альтмюля, Саксонию, Пфальц, Саар и Швабию .

## Происхождение
По всей Германии существовала давняя традиция на Пасху в тишине доставать из колодца воду для очищения и лечения, эту традицию иногда называли «пасхальный источник» . На Пасху колодцы очищали и украшали венками, а иногда и яйцами в мае. В Бахарахе эта традиция сохранялась даже до конца XIX века. Колодцы также украшали в Пятидесятницу в Южной Тюрингии и в праздник летнего солнцестояния в Фульде; и на Пасху в Богемии. Авторы XIX века, в частности Карл Вайнхольд, предполагали, что традиция чистки и украшения колодцев была остатком дохристианских обычаев. В работе, впервые опубликованной в 1987 году, Клаудия Шиллингер высказала гипотезу, что традиция украшения колодцев во Франконии имеет вендское происхождение; вместе с тем однозначных исторических доказательств этой теории не существует.
- Пасхальный источник в Бибербахе (2010)
- Крашеные яйца в Бибербахе (2004)
- Пасхальный источник в Тифенпёльце (2009)
- Пасхальный источник в Мюнхштайнахе (2010)
- Пасхальный фонтан перед дворцом Fantaisie в Эккерсдорф, район Байройт, Германия